# Ponts (ort i Spanien, Katalonien, Província de Lleida, lat 41,92, long 1,19)
Ponts är en ort i Spanien.   Den ligger i provinsen Província de Lleida och regionen Katalonien, i den östra delen av landet, 400 km öster om huvudstaden Madrid. Ponts ligger 364 meter över havet och antalet invånare är 2 361.
Terrängen runt Ponts är kuperad norrut, men söderut är den platt. Ponts ligger nere i en dal. Runt Ponts är det glesbefolkat, med 8 invånare per kvadratkilometer. Närmaste större samhälle är Agramunt, 16,1 km sydväst om Ponts. Trakten runt Ponts består till största delen av jordbruksmark.